# Cistus salviifolius
Cistus salviifolius là một loài thực vật có hoa trong họ Nham mân khôi. Loài này được L. mô tả khoa học đầu tiên năm 1753.

## Hình ảnh

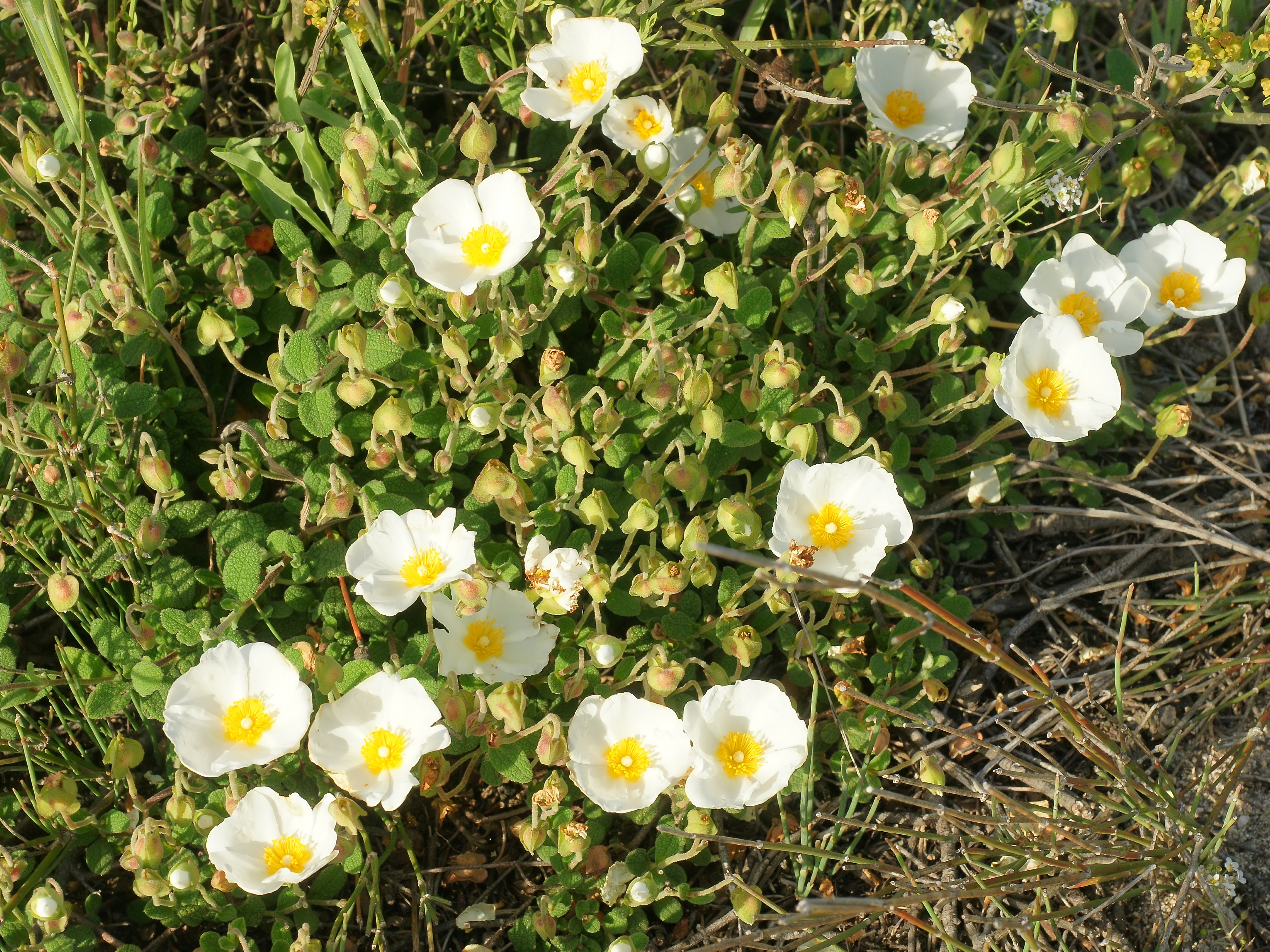
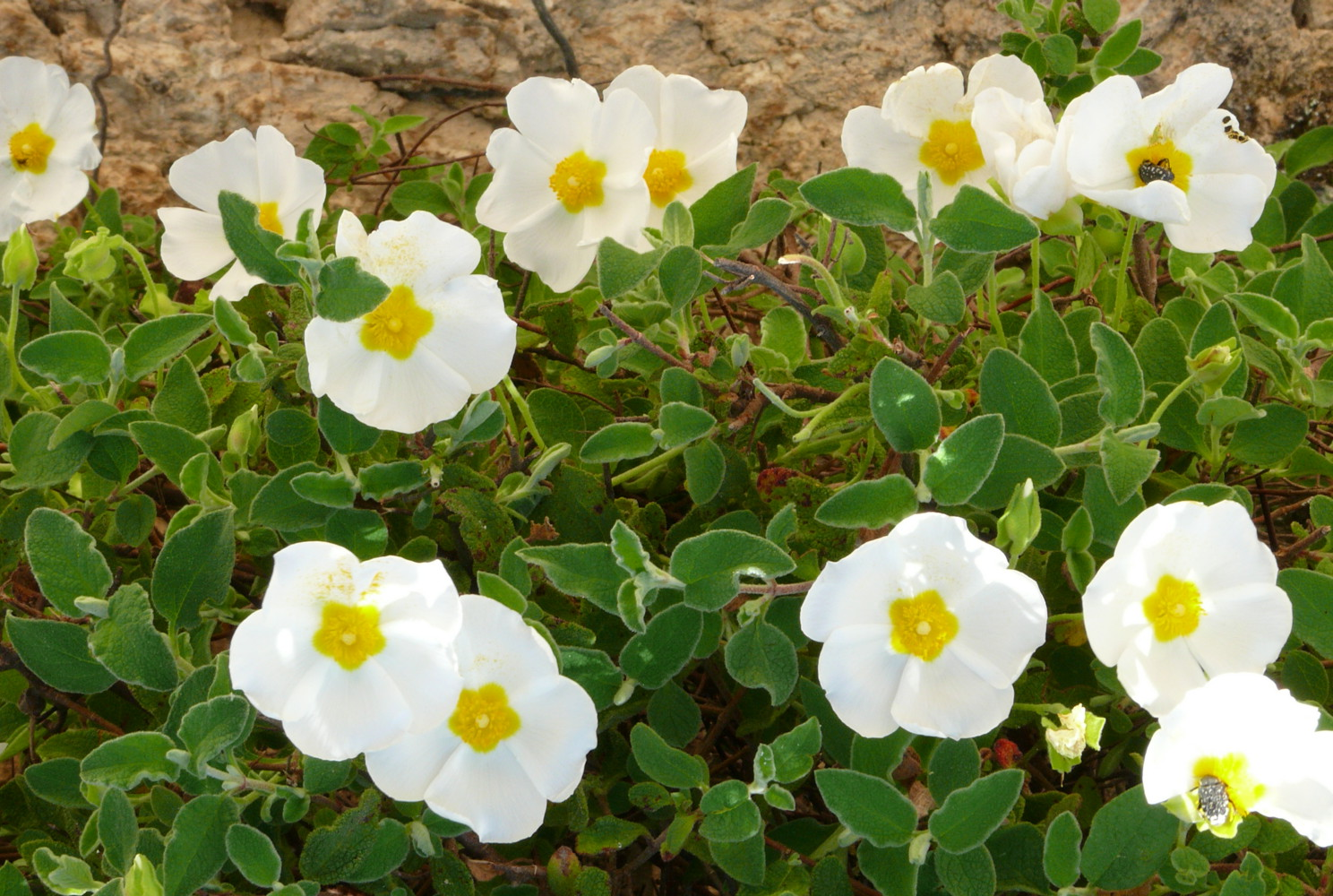
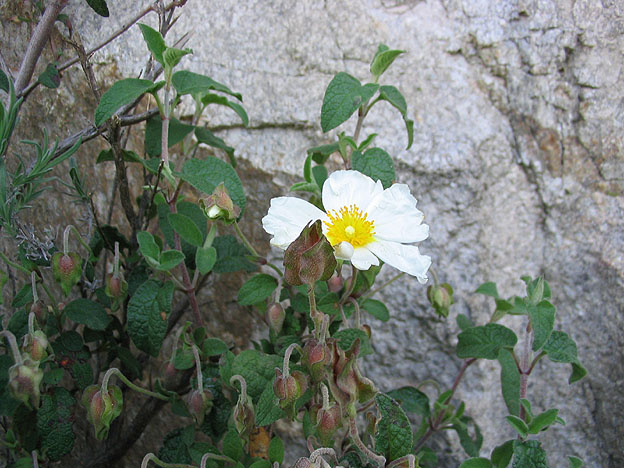
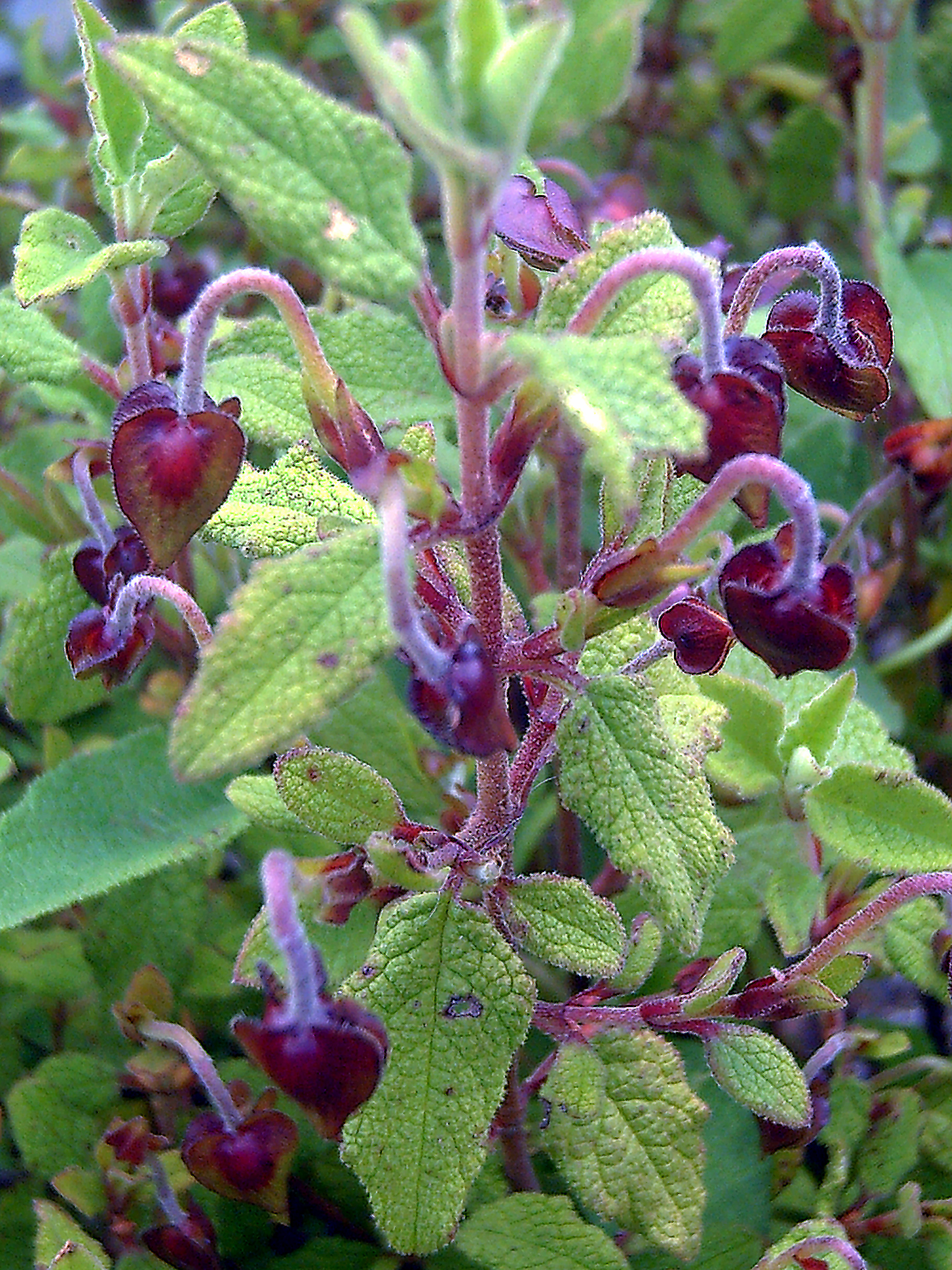